# Hotel Intercontinental Boekarest
Hotel Intercontinental Boekarest was het eerste internationale hotel in de Roemeense hoofdstad Boekarest. Het hotel ligt in het hart van de stad, aan het Piața Universității. Naast het hotel heb je aan dit plein (piața) ook de Universiteit van Boekarest en het "Ion Luca Caragiale" theater. 
De bouw van het hotel startte in 1967 en was drie jaar later voltooid. Intercontinental heeft 25 verdiepingen en is 77 meter hoog. Er zijn drie restaurants (Corso Brasserie, Balada en Madrigal) die gespecialiseerd zijn in de internationale keukens en de Roemeense keuken. Het hotel biedt een fitnesscentrum, zwembad, sauna en een beauty clinic.

## Toegang
Het Intercontinentalhotel ligt 18 km van het grootste en belangrijkste vliegveld van Roemenië, genaamd Henri Coandă (voorheen Otopeni) en 12 km van het vliegveld Aurel Vlaicu (voorheen Băneasa). Beide vliegvelden liggen ten noorden van het hotel. Het dichtstbijzijnde metrostation is het Universitățiistation.